# Epistrophe lamellata
Epistrophe lamellata är en tvåvingeart som beskrevs av Huo, Ren och Zheng 2007. Epistrophe lamellata ingår i släktet brynblomflugor, och familjen blomflugor.
Artens utbredningsområde är Gansu (Kina). Inga underarter finns listade i Catalogue of Life.